# セヴェロバイカリスク

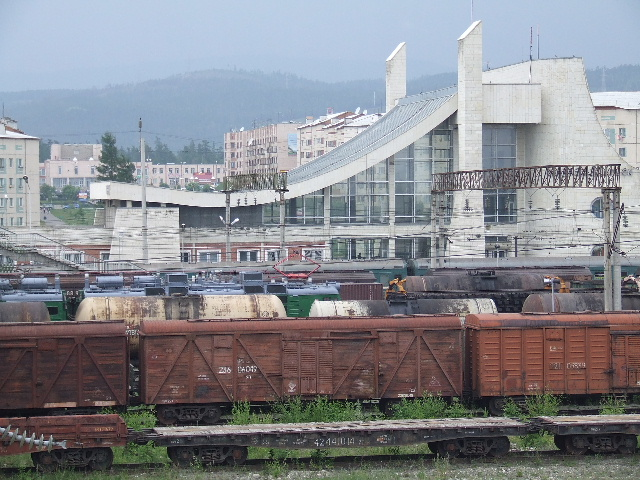
バイカル・アムール鉄道のセヴェロバイカリスク駅

セヴェロバイカリスク（ロシア語: Северобайка́льск, ブリヤート語：Хойто Байгалай хото, Severobaykalsk）は
ロシアのブリヤート共和国にある町。人口は2万4233人（2021年）。バイカル湖の北端に位置し、ティヤ川がバイカル湖に注ぐ河口にある。ブリヤートの首都ウラン・ウデの北西440km、東シベリアの中心イルクーツク市からは北東へ490km。
セヴェロバイカリスクは1974年にバイカル・アムール鉄道（バム鉄道）の建設作業用の集落として誕生し、1980年に正式に町となった。

## 歴史
セヴェロバイカリスクの歴史はバム鉄道の歴史と密接にかかわっている。中ソ対立や中ソ国境紛争に伴い、ヨシフ・スターリンの死後建設が中断していたバム鉄道の重要性が見直され、1970年代半ばに工事が再開された。バイカル湖沿岸のこの地は、バム鉄道の中間部にある着工地点に、また工事用資材の集積地に選ばれ、大きな集落ができ西のブラーツクおよび東のティンダへの路線建設が行われた。
当時この周辺にあった唯一の集落は、バイカル湖北岸の湿原の縁に位置するニジネアンガルスク（Нижнеанга́рск）という村であったが、将来の拡張性に難があることからこの村は鉄道建設基地に選ばれず、その南西20kmの湖に面した台地の上に新たな街セヴェロバイカリスクが建設された。セヴェロバイカリスクの将来の人口は14万人にまで増える計画であった。
バム鉄道建設に志願したコムソモール（ソ連共産党青年組織）や労働者たちは1974年にセヴェロバイカリスクに至り宿営地を築いた。テント、小屋、鉄道車両などからなる宿営地は当初ノヴォゴドニイ（Новогодний、「新年」）と呼称された。宿営地は鉄道建設が進むにつれ急速に拡大し、1980年には町としての資格を認められた。バム鉄道が1984年に公式に完成するまでの間、セヴェロバイカリスクはレニングラードと協力関係を結んでいた。しかしバム鉄道が完成すると街にも衰えが始まり、経済危機やペレストロイカの時期には多くの建設計画が取りやめとなった。
1980年代には人口が35,000人に達したと見積もられるが、1989年国勢調査では28,336人に減少し、2006年では25,800人と見積もられている。セヴェロバイカリスクは主にコムソモールの志願者が築いた街であるため人口は今も比較的若い。人口の90%が正教会信者で、10%はブリヤート人である。

## 地理

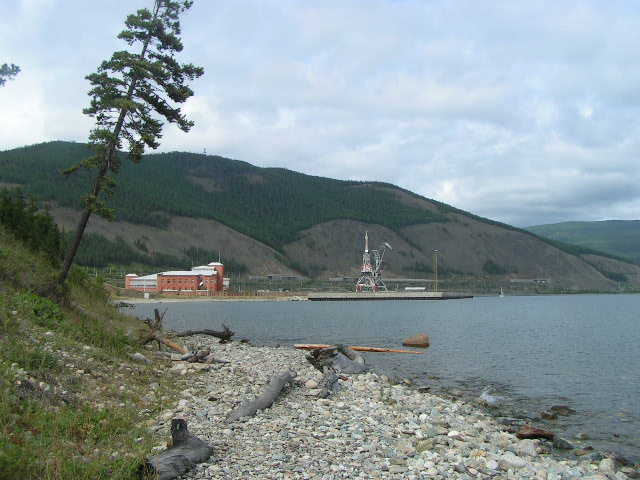
セヴェロバイカリスクのバイカル湖に面した港

ゼヴェロバイカリスクはバイカル湖北端の高原上に位置しており、近くにティヤ川河口がある。街の西はバイカル山脈に囲まれ、北東はスタノヴォイ高地に囲まれている。セヴェロバイカリスクは地理的に孤立しており、一番近い町はバム鉄道を西へ行ったところにあるレナ川沿いのウスチ＝クートで260km以上離れている。最寄りの大都市はウラン・ウデとイルクーツクでともに500km近く離れている。
ソ連時代に計画された町同様、セヴェロバイカリスクもプレハブコンクリートパネルでできた5階から6階建てのアパート（フルシチョフカ）が立ち並ぶ。バイカル湖北部は地震活動が活発なため地震に耐えられるよう高層ビルの標準的な設計が採り入れられている。郊外はバム鉄道建設当時の作業員用宿舎だった小屋が並び、中には列車を利用した小屋もある。目抜き通りは鉄道駅から街の中心を伸びるレニングラードスキー通りで、鉄道駅はレニングラードの建築家が設計した船の帆の形をした建物である。駅の前には街を築いたレニングラード出身の志願者や労働者の碑が立つ。駅の北にあるレニングラードスキー通り沿いの中央広場には市役所と鉄道労働者文化宮殿がある。また教会やバム鉄道歴史博物館もある。

### 気候
シベリアの他の都市同様、セヴェロバイカリスクは亜寒帯気候・大陸性気候で、季節により気温差が激しい。夏は暖かく、7月の平均最高気温は21度に達する。冬はきわめて寒く、1月の平均最高気温はマイナス18度、平均最低気温はマイナス27度にしかならない。
| セヴェロバイカリスクの気候 | セヴェロバイカリスクの気候 | セヴェロバイカリスクの気候 | セヴェロバイカリスクの気候 | セヴェロバイカリスクの気候 | セヴェロバイカリスクの気候 | セヴェロバイカリスクの気候 | セヴェロバイカリスクの気候 | セヴェロバイカリスクの気候 | セヴェロバイカリスクの気候 | セヴェロバイカリスクの気候 | セヴェロバイカリスクの気候 | セヴェロバイカリスクの気候 | セヴェロバイカリスクの気候 |
| 月                         | 1月                        | 2月                        | 3月                        | 4月                        | 5月                        | 6月                        | 7月                        | 8月                        | 9月                        | 10月                       | 11月                       | 12月                       | 年                         |
| -------------------------- | -------------------------- | -------------------------- | -------------------------- | -------------------------- | -------------------------- | -------------------------- | -------------------------- | -------------------------- | -------------------------- | -------------------------- | -------------------------- | -------------------------- | -------------------------- |
| 平均最高気温 °C （°F）     | −17.3 (0.9)                | −14.7 (5.5)                | −4.8 (23.4)                | 3.6 (38.5)                 | 12.0 (53.6)                | 19.5 (67.1)                | 22.4 (72.3)                | 20.9 (69.6)                | 13.7 (56.7)                | 3.8 (38.8)                 | −6.3 (20.7)                | −12.9 (8.8)                | 3.33 (37.99)               |
| 日平均気温 °C （°F）       | −22.9 (−9.2)               | −21.6 (−6.9)               | −12.9 (8.8)                | −2.9 (26.8)                | 5.0 (41)                   | 11.9 (53.4)                | 15.7 (60.3)                | 14.7 (58.5)                | 7.9 (46.2)                 | −1.0 (30.2)                | −11.5 (11.3)               | −18.2 (−0.8)               | −2.98 (26.63)              |
| 平均最低気温 °C （°F）     | −28.4 (−19.1)              | −28.5 (−19.3)              | −21.0 (−5.8)               | −9.4 (15.1)                | −1.9 (28.6)                | 4.4 (39.9)                 | 9.1 (48.4)                 | 8.6 (47.5)                 | 2.2 (36)                   | −5.8 (21.6)                | −16.7 (1.9)                | −23.4 (−10.1)              | −9.23 (15.39)              |
| 降水量 mm （inch）         | 16 (0.63)                  | 12 (0.47)                  | 10 (0.39)                  | 17 (0.67)                  | 28 (1.1)                   | 37 (1.46)                  | 65 (2.56)                  | 63 (2.48)                  | 42 (1.65)                  | 23 (0.91)                  | 22 (0.87)                  | 19 (0.75)                  | 354 (13.94)                |
| 出典：Climate-Data.org     |                            |                            |                            |                            |                            |                            |                            |                            |                            |                            |                            |                            |                            |

## 交通
陸路交通は以前バイカル・アムール鉄道のみで、道路では街の近郊より外側とは結ばれていなかったが、その後ウリカン、ウスチ＝クートへの山越え道路が通じるようになった。水路は、旧ソ連では一般的なヴォスホート型水中翼船が夏になると、バイカル湖をイルクーツクまでポルト・バイカル経由で結ぶ。空路では、北へ23kmのニジネアンガルスクにある空港からイルクーツクおよびウラン・ウデ行きの便が出ている。